# Парламентские выборы в Сьерра-Леоне (1967)
Парламентские выборы 1967 года в Сьерра-Леоне проходили 17 марта. В результате оппозиционный Всенародный конгресс одержал победу, что стало первым случаем в истории Чёрной Африки, когда правящая партия проиграла выборы. 
Однако военный переворот не позволил Всенародному конгрессу взять власть вплоть до контр-переворота 1968 года.

## Предвыборная обстановка
Хотя Народная партия выиграла на предыдущих выборах 1962 года, партия становилась постепенно более и более непопулярна. В частности это было вызвано безуспешными попытками Милтона Маргаи ввести в стране однопартийную систему, обвинениями в коррупции и попытке не дать оппозиционным партиям участвовать в выборах против него и трёх других кандидатов от Народной партии.
Кроме этого возникли межэтнические трения. Народную партию поддерживали народности менде, буллом и фульбе, тогда как Всенародный конгресс пользовался поддержкой народов темне, сусу, мандинка и креолов. Антагонизм против Народной партии усиливался из-за того, что Маргаи назначал представителей менде на высокие государственные должности и возникновения доминирования менде в армии.

## Результаты
| Партия                       | Голоса  | %    | Места | +/− |
| ---------------------------- | ------- | ---- | ----- | --- |
| Всенародный конгресс         | 279 515 | 44,9 | 32    | +16 |
| Народная партия Сьерра-Леоне | 230 999 | 37,1 | 28    | 0   |
| Независимые                  | 111 936 | 18,0 | 6     | -8  |
| Племенные вожди              | −       | −    | 12    | 0   |
| Всего                        | 622 650 | 100  | 78    | +4  |
| Источник: Nohlen et al.      |         |      |       |     |

## Последующие события
Генерал-губернатор Генри Джосия Лайтфут Бостон принял присягу главы Всенародного конгресса Сиака Стивенса как нового премьер-министра Сьерра-Леоне 21 марта. Однако через несколько часов произошёл военный переворот под руководством Дэвида Лансана, который арестовал обоих Стивенса и Бостона, заявляя, что определение главы должно пройти после выборов племенных представителей парламента. Уже 23 марта Лансана был в свою очередь свергнут группой, возглавлявшейся Эндрю Джаксон-Смитом, которая называла себя Национальным реформаторским советом. Они прекратили действие Конституции и арестовали лидера Народной партии и бывшего премьер-министра Милтона Маргаи. Наконец, 18 апреля 1968 года Антикоррупционное революционное движение под руководством Джона Амаду Бангуры совершило т. н. «сержантский переворот». Члены Национального реформаторского совета были помещены в тюрьму, а остальные офицеры армии и полиции смещены. После восстановления Конституции Стивенс смог занять место премьер-министра.